# Боктор
Бокто́р — (от нанайского «бокто» — кедровый орех) село в Комсомольском районе Хабаровского края. Административный центр и единственный населённый пункт сельского поселения «Село Боктор».

## История
Нанайское стойбище Боктор располагалось на левом берегу реки Горин, чуть выше устья реки Боктор.
В 1931 году в селе был организован охотопромысловый колхоз «Горная речка». На 1 января 1942 года в его состав входило 13 хозяйств. Охотники отстреливали на мясо медведя, лося, заготавливали пушнину, собирали в тайге ягоды, орехи. В послевоенное время в селе был открыт лесопункт.
В 1960-е (?) годы оно прекратило своё существование в связи с программой укрупнения сёл. На месте стойбища осталась метеостанция, которая просуществовала до 1990-х.
Современный Боктор возник как посёлок лесозаготовителей, на склоне сопки, в 1975 году. 26 января 1987 года образован Бокторский сельский Совет путём выделения из состава Чапаевского сельского Совета.
В 1977 году строителями ПМК – 182 введен в эксплуатацию мост через реку Горин, что позволило осваивать лесофонд на левом берегу реки. Открытие моста способствовало притоку трудовых ресурсов, росту населения. Пик развития села пришелся на 70-80 годы. В этот период интенсивно строилось жилье, развивалась социальная сфера.

## География
Село Боктор находится на правом берегу реки Горин, в 80 км от города Комсомольск-на-Амуре (105 км по дороге).

## Население
| 1992 | 2002 | 2010 | 2011 | 2012 | 2013 | 2014 |
| ---- | ---- | ---- | ---- | ---- | ---- | ---- |
| 748  | ↘401 | ↘343 | ↗346 | ↘335 | ↘327 | ↗331 |
| 2015 | 2016 | 2017 | 2018 | 2019 | 2020 | 2021 |
| ↘318 | ↘308 | ↘306 | ↘294 | ↘291 | ↘256 | ↘252 |